# بحران مالی ۱۹۹۸ روسیه

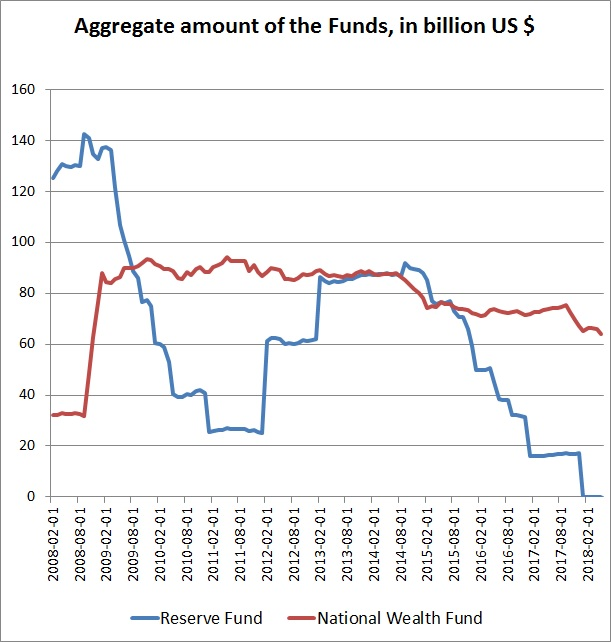
ارزش دلاری صندوق‌های روسیه تا اول مه ۲۰۱۸

بحران مالی ۱۹۹۸ روسیه که با نام بحران روبل شناخته می‌شود در ۱۷ اوت ۱۹۹۸ (شمسی: ۲۶ مرداد ۱۳۷۷) ضربه شدیدی بر اقتصاد روسیه وارد کرد و در نتیجهٔ آن ارزش روبل نسبت به سایر ارزهای دیگر به شدت کاهش یافت.

## دلیل
کاهش بهره وری، بالا نگه داشتن مصنوعی نرخ ارز روبل نسبت به سایر ارزهای خارجی برای جلوگیری از آشفتگی‌های عمومی و کسری مالی شدید از جمله دلایل بروز این بحران بود. علاوه بر این هزینه‌های جنگ چچن که در حدود ۵٫۵ میلیار دلار برآور شده‌است (بدون در نظر گرفتن هزینه‌های بازسازی چچن مخروب شده) بر شدت آسیب این بحران را بیشتر کرد. اقتصاد روسیه در نیمهٔ اول ۱۹۹۷ شاهد نشانه‌هایی از بهبود بود اما کمی بعد مشکلات فوق دست به دست هم دارند و شرایط بسیار آشفته‌ای ایجاد شد.
در کنار این عوامل داخلی نیز عوامل خارجی نیز تأثیر زیادی بر این بحران داشتند. در همین دوران اقتصاد روسیه به شدت وابسته به فروش نفت بود و با شروع «بحران مالی آسیا» در سال ۱۹۹۷ و کاهش تقاضا و در نتیجه کاهش قیمت نفت و فلزات غیر آهنی، اقتصاد نو پای روسیه به شدت آسیب پذیر شده بود. از سوی دیگر با کاهش قیمت نفت و فلزات و خروج سرمایه‌گذارهای خارجی هرج و مرج اقتصادی در روسیه و موج بیکاری شروع شد.
با اعلام حکم لغو نخست وزیری ویکتور چرنومیردین توسط رئیس جمهور وقت روسیه بوریس یلتسین و به دنبال آن لغو کل کابینهٔ او در ر ۲۳ مارس ۱۹۹۸ مشکلات سیاسی به اوج خود رسید. او وزیر نیروی ۳۲ سالهٔ خود «سرگئی کرینکو» را به عنوان نخست وزیر معرفی کرد. در
۲۹ مه ۱۹۹۸ یلتسین بوریس فایودورو را به سمت رئیس خدمات مالیاتی ایالتی منصوب کرد. در این دوران رشد وام‌های داخلی تنها با جذب سرمایه‌های خارجی به بازار مسکن ممکن و سود زیاد آن بود.
به منظور بالا نگهداشتن نرخ ارز کرینکو در ماه ژوئن سال ۱۹۹۸ نرخ GKO را تا ۱۵۰ درصد بالا برد. با این وضعیت پرداخت بدهی‌های داخلی به شدت سخت شده بود و با وجود تلاش‌های دولت میزان بدهی در مناطق دور افتاده همچنان بیشتر و بیشتر می‌شد. در نزدیک شدن به پایان سال ۱۹۹۷ میلادی درآمد مالیاتی دولت رفته رفته کمتر می‌شد و به وضعیت بسیار بدی دچار شده بود تا جایی که کم کم کمبود بودجه روی کیفیت امکانات عمومی مانند حمل و نقل، تأسیسات عمومی و... تأثیرگذار شده بود.
سر انجام در ۱۳ ژوئیه ۱۹۹۸ اعطای ۲۲/۶ میلیارد دلار از صندوق بین‌المللی پول و بانک جهانی به روسیه جهت حمایت از اصلاحات و ایجاد ثبات در بازار روسیه تصویب شد. در ۲۴ ژوئیه ۱۹۹۸ تأثیر موفق این کمک مالی در بازار روسیه کمی نمایان شد اما دولت روسیه باقی این سرمایه را جهت بالا نگهداشتن و کنترل ارز روبل صرف کرد. در همین دوران بسیاری از اقتصاددان‌های سرشناس چون آندره ایلاریونوو و جروج سوروس خواستار کنار گذاشتن حمایت دولت از روبل بودند.
در ۱۲ ماه مه ۱۹۹۸ کارگران معدن زغال سنگ راه آهن ترانس - سیبری را برای اعتراض به دستمزدهای عقب افتادهٔ خود مسدود کردند. برآورد می‌شود که تا تاریخ ۱ اوت ۱۹۹۸ دولت روسیه بیش از ۱۲/۵ میلیار دلار بدهی به کارمندان بخش دولتی داشت. البته در ۱۴ اوت سال ۱۹۹۸ هنوز نرخ ارز روبل روسیه به دلار آمریکا ۶٫۲۹ بود. تا اینکه در ژوئیه ۱۹۹۸ پرداخت بدهی ماهانهٔ دولت روسیه به ۴۰ درصد بالاتر از درآمد حاصل از مالیات رسید.
علاوه بر این در ۱۵ ژوئیه ۱۹۹۸ در ایالت دوما که تحت کنترل احزاب جناح چپ بود از انجام بسیاری از برنامه‌های ضد بحران دولت سر باز زد، کار تا آنجا پیش رفت که دولت مجبور شد از احکام ریاست جمهوری برای رفع مشکل کمک بگیرد. سر انجام یلتسین در ۲۵ ژوئیه تعطیلات خود را کنسل کرد و راهی مسکو شد. طی این رفتار کابینه به شدت دچار ترس شده بود که مبادا باز یلتسین کابینه را زیر و رو کند. البته این ماجرا فقط موجب تغییر رئیس خدمات امنیت فدرال وقت با ولادیمیر پوتین شد.
در آن زمان دولت در مورد ارز روبل نسبت به دلار یا یورو سیاست شناوری را پیش گرفته بود. به این معنا که بانک مرکز باید این نرخ تبدیل را در یک بازهٔ مشخص نگه می‌داشت. طبق این سیاست اگر نرخ تبدیل روبل از این بازه خارج می‌شد بانک مرکز با فروش ارزهای خارجی و خرید روبل باید آن را باز به این بازه باز میگرداند. برای مثال در طول یک سال قبل از این رخداد بانک مرکزی با فروش ارزهای خارجی و خرید روبل نرخ تبدیل را بین ۵/۳ تا ۷/۱ روبل به ازاء هر دلار آمریکا نگه داشته بود. طبق همین روند اگر ارز روبل بالا می‌رفت، بانک مرکزی با خرید ارز خارجی نرخ تبدیل را بین این بازه نگه می‌داشت.
ناتوانی دولت در اجرای برنامه‌های منسجم اقتصادی موجب کاهش شدید اعتماد سرمایه‌گذاران و پس از آن واکنش‌های زنجیره‌ای به این رویه شد. این حس نا امنی اقتصادی موجب شد که مردم روبل خود را بفروشند و آن را تبدیل به سایر واحدهای پولی کنند در نتیجه تلاش‌های دولت برای فروش ارز خارجی و خرید روبل نوعی ناتوازنی شدید در سیستم اقتصادی ایجاد کرد و بانک مرکز به سرعت سرمایه‌های خارجی خود را از دست داد. طیق این رویه تخمین زده می‌شود که بین ۱ اکتبر ۱۹۹۷ تا ۱۷ اوت ۱۹۹۸ بانک مرکز بیش از ۲۷ میلیون دلار از ذخایر دلار خود را از دست داده‌است.
با تصویب وام‌های بین‌المللی ۵ میلیار دلاری به روسیه نه تنها هیچ تغییری رخ نداد بلکه این سرمایه به سرعت باد در بازار برای بالا نگهداشتن ارز روبل از بین رفت.
سر انجام در ۱۳ اوت ۱۹۹۸ در بازار بورس روسیه به دلیل عدم اعتماد سرمایه‌گذاران به روسیه و کاهش سرمایه‌های خارجی دولت و بدهی‌های داخلی بسیار زیاد آن ارزش روبل سقوط کرد. پیش از این سود سالانهٔ بازار سهام روبل بیش از ۲۰۰ درصد بود اما تنها طی ۳۵ دقیقه بسته شدن بازار سهام به‌دلیل افت ناگهانی ارز روبل ۶۵ درصد ارز آن کاهش یافت و در کل از ژانویه تا اوت ۱۹۹۸ ارزش سهام ۷۵ درصد افت کرد (۳۹ درصد این ۷۵ درصد فقط طی ماه مه رخ داد).

## بحران
در ۱۷ اوت ۱۹۹۸ دولت روسیه ارزش روبل را کاهش داد، از پرداخت بدهی داخلی خود نکول کرد، و اعلام کرد مجبور است بدهی‌های خارجی‌اش را با تأخیر پرداخت کند. 
در آن روز دولت روسیه و بانک مرکزی این کشور در بیانیه‌ای مشترک اعلام کردند که:
1. بازهٔ معاملاتی قیمت روبل به دلار از ۵.۳ تا ۷.۱ به ۶.۰ تا ۹.۵ افزایش خواهد یافت.
2. از پرداخت اقساط بدهی روبلی دولت نکول خواهد شد و بعدها ساختار آن تغیر خواهد کرد.
3. پرداخت اقساط بدهی دلاری دولت ۹۰ روز به تأخیر خواهد افتاد.[۷]